# Laura Rogora
Laura Rogora (Roma, 28 d'abril de 2001) és una escaladora esportiva italiana. Va competir als Jocs Olímpics d'Estiu de 2020 en escalada esportiva combinada.
El 2015 es va convertir en la segona escaladora més jove, als 14 anys, en completar una via 9a (5.14d). El 2019, Rogora es va classificar per a competir als Jocs Olímpics d'Estiu de 2020 en acabar 2a als Campionats d'Europa d'escalada de l'IFSC, guanyant 3 de les 4 possibles medalles d'or als Campionats del Món juvenil.
El 2021, amb vint anys, es va convertir en la primera escaladora en fer una via 9b+, Errebor a Arco, equipada per Stefano Ghisolfi aquell mateix any.